# 汐見町駅
汐見町駅（しおみちょうえき）は、愛知県名古屋市港区潮見町にある名古屋臨海鉄道汐見町線の貨物駅。現在貨物列車の発着はなく、線路の撤去が進んでいる。

## 歴史
県営時代より9号地には広範囲に貨物線が伸びていた。これを名古屋臨海鉄道へ移管するにあたり、当初は貨物線を船見町線、汐見町線の2線に分け、それぞれの終点に北汐見町駅・南汐見町駅の2駅を設置する計画であった。しかし、これらの貨物線を本線路とすると貨車入換業務に支障が生じることが判明し、また末端部に駅を設置するとその地点を基準に運賃が設定され、入換作業料が従来より高くなることも問題となったため、結局両路線を統合して汐見町線とし、南側線分岐付近に汐見町駅1駅を置き、9号地内の貨物線は全て同駅の構外側線とする形に変更された。これにより汐見町駅は広大な構内を持つことになったが、設立間もない名古屋臨海鉄道がこれを扱うのはハード・ソフト面ともに困難であり、汐見町駅の貨車入換作業は従来通り日本通運に委託された。

### 年表
- 1936年（昭和11年）頃：潮見橋が架橋され、愛知県営貨物線が9号地まで延伸される[4][注釈 1]。
- 1941年（昭和16年）11月27日：県営貨物線の名鉄使用が暫定承認され、運用が委託される[7]。
- 1949年（昭和24年）12月：9号地の貨物線復旧[8]。
- 1950年（昭和25年）7月18日：名鉄連絡運輸が再度承認される[8][9]。
- 1955年（昭和30年）：潮見町にヤードが建設され、9号地内に4 kmの貨物側線が整備される[10]。
- 1965年（昭和40年）
  - 5月11日：名古屋臨海鉄道が船見町線および汐見町線として地方鉄道経営免許を取得[11]。
  - 6月3日：専用線の契約替え要請（7月末までにほぼ完了）[12]。
  - 7月19日：汐見町線と船見町線が統合され、汐見町線所属となる[11]。
  - 8月20日：名古屋臨海鉄道の汐見町駅として開業[13]。開業当時の所属専用線は#取扱貨物節参照。
- 1967年（昭和42年）8月30日：出光興産専用線（578 m）増設[14]。
- 1968年（昭和43年）
  - 1月：三菱商事専用線（218 m）増設[14]。
  - 9月：昭和石油専用線（108 m）増設[15]。
  - 12月：リノール油脂専用線（95 m）増設[15]。
- 1969年（昭和44年）
  - 4月1日：昭和石油専用線（158 m）増設[15]。
  - 8月1日：三幸工業専用線（112 m）増設[15]。
- 1970年（昭和45年）
  - 1月：東陽油槽専用線（148 m）新設、出光興産専用線（169 m）廃止[15]。
  - 4月1日：東陽油槽、油辰商店、中央倉庫専用線増設・本線路移設[15]。
  - 11月：昭和石油専用線（110 m）増設[16]。
- 1971年（昭和46年）
  - 3月1日：伊藤忠商事専用線（40 m）新設[16]。
  - 3月：出光興産専用線（456 m）廃止[16]。
  - 6月8日：宝石油専用線（169 m）新設[16]。
  - 12月1日：豊田通商専用線（129 m）新設[16]。
- 1972年（昭和47年）
  - 4月20日：三菱商事専用線（75 m）増設[16]。
  - 7月4日：モービル石油専用線（302 m）新設[16]。
- 1973年（昭和48年）12月27日：丸善石油専用線（684m）廃止[17]。
- 1976年（昭和51年）
  - 1月14日：三井物産専用線（528 m）廃止[17]。
  - 6月10日：伊藤忠商事専用線（579 m）増設[17]。
- 1977年（昭和52年）7月19日：ゼネラルガス専用線（489 m）廃止[17]。
- 1979年（昭和54年）12月1日：南側線増設[17]。11、12、21番線新設[18]。
- 1980年（昭和55年）
  - 8月3日：南側線（1,160 m[19]）増設[20]。
  - 8月：日本石油専用線333 m短縮[20]。
- 1983年（昭和58年）11月4日：菱油ターミナル専用線414 m短縮[21]。
- 1986年（昭和61年）1月：菱油ターミナル専用線387 m短縮[21]。
- 1988年（昭和63年）3月9日：豊田通商専用線（129 m）廃止[22]。
- 1990年（平成2年）2月15日：出光興産専用線（1,001 m）廃止[23]。
- 2015年（平成27年）8月1日：営業休止[24]（7月6日届出、以後1年毎に更新）。

## 駅構造
新たに埋め立てられた名古屋港9号地（潮見埠頭）に開設された石油タンク（油槽所）から石油を輸送するために建設された。基部となる操車場から3本の構外側線（南側線、中側線、西側線）が伸び、そこから多くの油槽所や化学薬品タンクへの専用線が設けられた。
|                         | ↑ 東港駅                        |
|                         | 汐見町駅 鉄道配線略図（1981年） |
| 凡例 出典: 破線は専用線 |                                 |

## 取扱貨物
当初、共同石油、三菱石油、日本石油、ゼネラル石油、モービル石油、出光興産、昭和石油、丸善石油という具合に実に多くの油槽所への専用線が設けられた。また、リノール油脂（現・日清オイリオグループ）名古屋工場や三菱商事の薬品タンク等への専用線もあった。
1980年代から多くの施設が撤去され、1990年代末期にはサンラックス、伊藤忠商事、宝石油化学、エム・シー・ターミナル（三菱商事子会社）、モービル石油、ジャパンエナジー、日本石油の各専用線が残っていた。前4社は化学薬品を、後3社は石油製品を扱っていた。
その後貨物の取り扱いが完全になくなり、2003年（平成15年）10月1日のダイヤ改正で貨物列車の発着がなくなった。定期列車の設定がなくなって以降も空タンク車の臨時貨物列車が設定され、2010年まで不定期で運行されていた。2024年度ダイヤ改正時点でも東港駅-汐見町駅間で形式的に1日1往復の臨時専用貨物列車が設定されているが、実際の運転は行われていない。
| 1965年度                 | 1965年度 | 1965年度                   | 1990年                 | 1990年     | 1990年                 | 1990年                     |
| 所有者                   | 延長     | 主な取扱品                 | 所有者                 | 延長       | 主な取扱品             | 主な取扱品                 |
| 所有者                   | 延長     | 主な取扱品                 | 所有者                 | 延長       | 発送                   | 到着                       |
| ------------------------ | -------- | -------------------------- | ---------------------- | ---------- | ---------------------- | -------------------------- |
| 日本石油                 | 1,829 m  | 重油、軽油、灯油、ガソリン | 日本石油               | 1,950m     | 石油類、空タンク車     | 石油類、空タンク車         |
| 出光興産                 | 478 m    | 重油、軽油、灯油、ガソリン | -                      | -          | -                      | -                          |
| 昭和石油                 | 305 m    | 重油、軽油、灯油、ガソリン | 昭和シェル石油         | 656 m      | 石油類、空タンク車     | 石油類、空タンク車         |
| 丸善石油                 | 519 m    | 重油、軽油、灯油、ガソリン | -                      | -          | -                      | -                          |
| 日本鉱業                 | 240 m    | 重油、軽油、灯油、ガソリン | 共同石油               | 147 m      | 空タンク車             | 石油類                     |
| 三菱石油                 | 722 m    | 重油、軽油、灯油、ガソリン | 菱油ターミナル         | 174m       | 空タンク車             | 石油類                     |
| 三井物産                 | 396 m    | 重油、軽油、灯油、ガソリン | -                      | -          | -                      | -                          |
| ゼネラル瓦斯             | 398 m    | 液化石油ガス               | -                      | -          | -                      | -                          |
| エッソ・スタンダード石油 | 445 m    | 重油、軽油、灯油、ガソリン | エッソ石油             | 613 m      | 石油類、空タンク車     | 石油類、空タンク車         |
| 三菱商事                 | 267 m    | 重油、ナフサ               | エム・シー・ターミナル | 475 m      | 工業薬品               | 空タンク車                 |
| ゼネラル物産             | N/A      | 重油、軽油、灯油、ガソリン | -                      | -          | -                      | -                          |
| 東亜石油                 | N/A      | 重油、軽油、灯油、ガソリン | -                      | -          | -                      | -                          |
| 東濱油脂                 | 681 m    | 大豆、大豆粕、食用油、種子 | リノール油脂           | 1,001 m    | 大豆、大豆油           |                            |
| 中央倉庫                 | 110 m    | 穀物                       | 東陽油槽 中央倉庫      | 313 m      | 空タンク車、米麦、飼料 | 工業薬品、米麦、空タンク車 |
| -                        | -        | -                          | 日本通運               | 471 m      |                        |                            |
| -                        | -        | -                          | モービル石油           | 302 m      | 石油類、空タンク車     | 空タンク車、石油類         |
| -                        | -        | -                          | 伊藤忠商事             | 579 m 78 m | 工業薬品、空タンク車   | 空タンク車、工業薬品       |
| -                        | -        | -                          | 三幸工業所             | 112 m      | 工業薬品、空タンク車   | 空タンク車、工業薬品       |
| -                        | -        | -                          | 宝石油化学             | 169 m      | 石油類、空タンク車     | 空タンク車、石油類         |

## 駅周辺
- 名古屋港ワイルドフラワーガーデン ブルーボネット
- JERA新名古屋火力発電所（旧、中部電力新名古屋火力発電所）
- 日産サービスセンター中部支社
- ENEOS名古屋油槽所（旧、日本石油名古屋油槽所）
- フジトランスコーポレーション
- 上組
- 出光興産名古屋太陽光発電所（昭和シェル石油名古屋油槽所跡地）
- 大雄名古屋充填所（旧、出光興産名古屋油槽所跡地）
- 豊通エネルギー名古屋油槽所（旧、豊田通商）
- ケミカルロジテック（伊藤忠商事の子会社）
- 日清オイリオグループ名古屋工場（旧、リノール油脂）
- 兼松油槽
- 辰巳商会（エム･シー･ターミナル跡地）
- セントラル・タンクターミナル（旧、宝石油化学）
- サンラックス
- 愛知県道225号名古屋東港線
- 中央倉庫
- 油辰商店

## 隣の駅
名古屋臨海鉄道
汐見町線（休止）
船見町駅（休止） - 汐見町駅（休止）